# 2000-es Formula–1 amerikai nagydíj
A 2000-es Formula–1 világbajnokság tizenötödik futama az amerikai nagydíj volt.

## Futam
|    | Rsz. | Versenyző             | Csapat             | Körök | Idő/Kiesések | Start | Pontok |
| -- | ---- | --------------------- | ------------------ | ----- | ------------ | ----- | ------ |
| 1  | 3    | Michael Schumacher    | Ferrari            | 73    | 36:31.1      | 1     | 10     |
| 2  | 4    | Rubens Barrichello    | Ferrari            | 73    | 12.118       | 4     | 6      |
| 3  | 5    | Heinz-Harald Frentzen | Jordan-Mugen-Honda | 73    | 17.368       | 7     | 4      |
| 4  | 22   | Jacques Villeneuve    | BAR-Honda          | 73    | 17.936       | 8     | 3      |
| 5  | 2    | David Coulthard       | McLaren-Mercedes   | 73    | 28.813       | 2     | 2      |
| 6  | 23   | Ricardo Zonta         | BAR-Honda          | 73    | 51.694       | 12    | 1      |
| 7  | 7    | Eddie Irvine          | Jaguar-Cosworth    | 73    | +1:11.115    | 17    |        |
| 8  | 16   | Pedro Diniz           | Sauber-Petronas    | 72    | +1 Kör       | 9     |        |
| 9  | 15   | Nick Heidfeld         | Prost-Peugeot      | 72    | +1 Kör       | 16    |        |
| 10 | 12   | Alexander Wurz        | Benetton-Playlife  | 72    | +1 Kör       | 11    |        |
| 11 | 8    | Johnny Herbert        | Jaguar-Cosworth    | 72    | +1 Kör       | 19    |        |
| 12 | 20   | Marc Gené             | Minardi-Fondmetal  | 72    | +1 Kör       | 22    |        |
| Ki | 14   | Jean Alesi            | Prost-Peugeot      | 64    | Motorhiba    | 20    |        |
| Ki | 21   | Gastón Mazzacane      | Minardi-Fondmetal  | 59    | Motorhiba    | 21    |        |
| Ki | 9    | Ralf Schumacher       | Williams-BMW       | 58    | Motorhiba    | 10    |        |
| Ki | 18   | Pedro de la Rosa      | Arrows-Supertec    | 45    | Váltóhiba    | 18    |        |
| Ki | 11   | Giancarlo Fisichella  | Benetton-Playlife  | 44    | Motorhiba    | 15    |        |
| Ki | 19   | Jos Verstappen        | Arrows-Supertec    | 34    | Fékhiba      | 13    |        |
| Ki | 1    | Mika Häkkinen         | McLaren-Mercedes   | 25    | Motorhiba    | 3     |        |
| Ki | 17   | Mika Salo             | Sauber-Petronas    | 18    | Kicsúszás    | 14    |        |
| Ki | 10   | Jenson Button         | Williams-BMW       | 14    | Motorhiba    | 6     |        |
| Ki | 6    | Jarno Trulli          | Jordan-Mugen-Honda | 12    | Ütközés      | 5     |        |

## A világbajnokság élmezőnyének állása a verseny után
| H  | Versenyzők         | Pont | H  | Konstruktőrök      | Pont |
| -- | ------------------ | ---- | -- | ------------------ | ---- |
| 1. | Michael Schumacher | 88   | 1. | Ferrari            | 143  |
| 2. | Mika Häkkinen      | 80   | 2. | McLaren-Mercedes   | 133  |
| 3. | David Coulthard    | 63   | 3. | Williams-BMW       | 34   |
| 4. | Rubens Barrichello | 55   | 4. | Benetton-Playlife  | 21   |
| 5. | Ralf Schumacher    | 24   | 5. | Jordan-Mugen-Honda | 17   |

- Megjegyzés: A McLaren csapat nem kapta meg azt a 10 pontot, amit Häkkinen szerzett az osztrák nagydíjon, mert a finn autójának az adatrögzítőjéről hiányzott az egyik plomba.

## Statisztikák
Vezető helyen:
- David Coulthard: 6 (1-6)
- Michael Schumacher: 67 (7-73)

Michael Schumacher 42. győzelme, 30. pole-pozíciója, David Coulthard 14. leggyorsabb köre.
- Ferrari 133. győzelme.